# Janovice (Rudník)

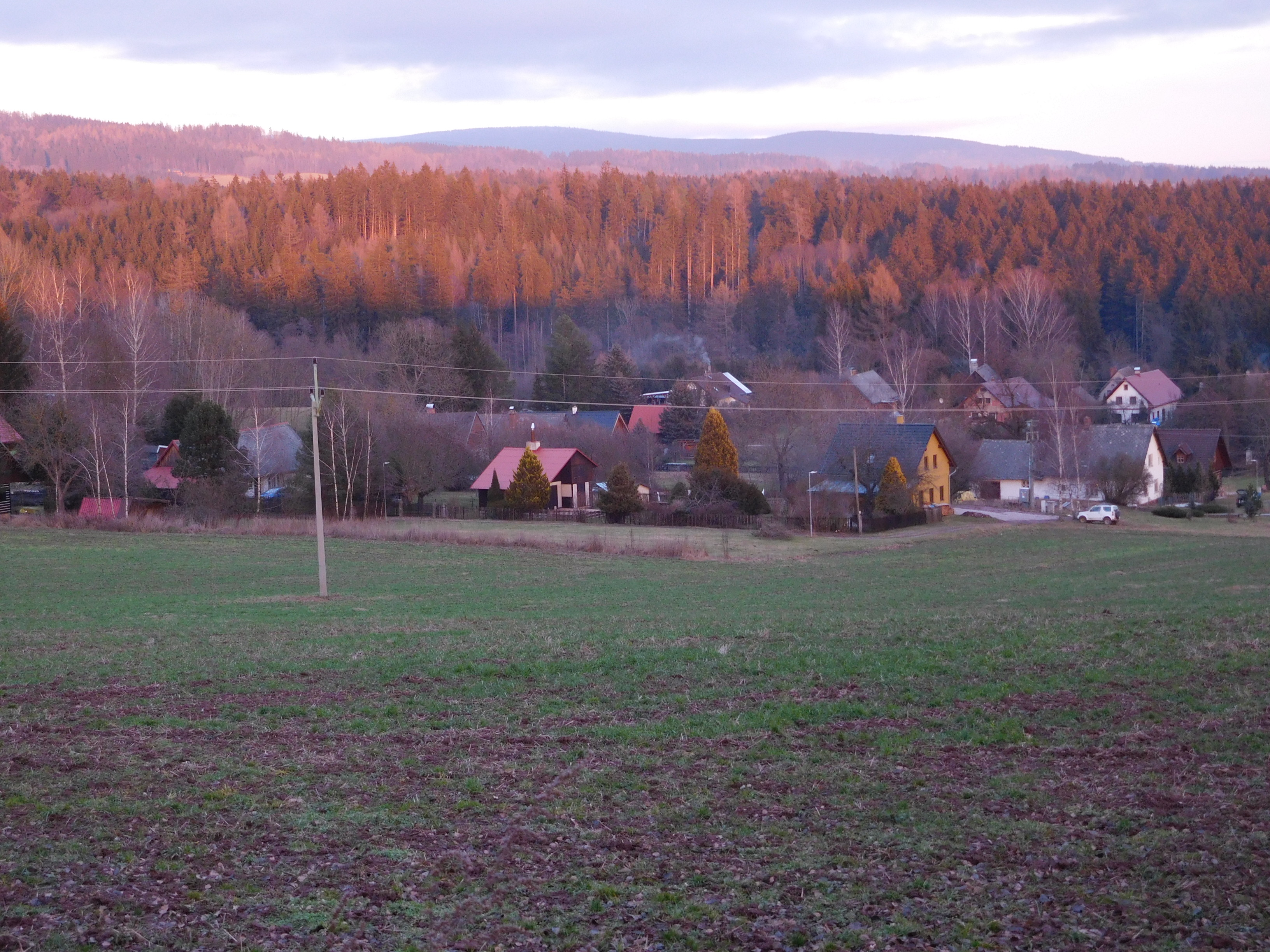
Janovice

Janovice (deutsch Johannesgunst) ist eine Ansiedlung der Gemeinde Rudník in Tschechien. Sie liegt sechs Kilometer nördlich von Hostinné und gehört zum Okres Trutnov.

## Geographie
Janovice befindet sich am südlichen Fuße des Riesengebirges. Das Dorf liegt rechtsseitig über dem Tal des Baches Janovický potok an einem 492 m hohen Hügel. Nördlich erheben sich die Zlatá vyhlídka (Goldene Aussicht, 806 m) und die Hladíkova výšina (Ladighöhe, 768 m), im Süden die Červená výšina (Rote Höhe, 519 m), südwestlich die Pastvina (502 m) und im Nordwesten der Spálov (506 m). Nordöstlich erstreckt sich das Waldgebiet Dlouhý les (Langer Wald).
Nachbarorte sind Bolkov, Zlatá Vyhlídka und Hladíkova Výšina im Norden, Javorník im Osten, Leopoldov im Südosten, Čermná im Süden und Rudník im Westen.

## Geschichte
Der Arnauer Textilfabrikant Johann Franz Theer, geadelt als Johann Freiherr von Silberstein, der 1790 von der Hofkammer die Herrschaft Wildschütz mit dem angeschlossenen Gut Hermannseifen erworben hatte, ließ 1794 anstelle einer herrschaftlichen Schäferei an dem Hügel östlich von Hermannseifen eine Siedlung anlegen, die nach ihm den Namen Johannisgunst erhielt. 1808 erwarb sein Sohn Franz Freiherr von Silberstein die Güter. Mit dem Erbvertrag von 1815 wurde das Gut Hermannseifen von der Herrschaft Wildschütz abgetrennt und ging an Josef Karl Freiherr von Silberstein über. Im Jahre 1834 hatte Johannesgunst 113 Einwohner und bestand aus 20 Häusern. Katholischer und evangelischer Pfarrort war Hermannseifen. Bis zur Mitte des 19. Jahrhunderts blieb das volkstümlich als die Gunst bezeichnete Dorf immer zum Allodialgut Hermannseifen untertänig.
Nach der Aufhebung der Patrimonialherrschaften bildete Johannesgünst ab 1850 einen Ortsteil der Gemeinde Hermannseifen in der Bezirkshauptmannschaft Hohenelbe / Vrchlabí. Im Jahre 1879 verkaufte Adolf von Silberstein das Gut Hermannseifen an Friedrich Wihard aus Liebau in Schlesien. Dieser veräußerte es 1880 an den Textilfabrikanten Johann Adam Kluge. Nach der Gründung der Tschechoslowakei wurde die Gemeinde 1922 dem neuen Gerichtsbezirk Arnau zugeordnet. Seit 1921 ist der tschechische Ortsname Janovice gebräuchlich. Beim nächtlichen Unwetter vom 20. zum 21. Juni 1934 wurde das „Gunster Kreuz“ durch einen Blitzeinschlag zerstört. Infolge des Münchner Abkommens wurde Johannesgunst zusammen mit Hermannseifen 1938 dem Deutschen Reich angeschlossen und gehörte bis 1945 zum Landkreis Hohenelbe. Nach dem Zweiten Weltkrieg kam der Ort zur Tschechoslowakei zurück. Infolge der Vertreibung deutscher Bewohner ging die Einwohnerzahl stark zurück. Nach der Aufhebung des Okres Vrchlabí wurde Janovice mit Beginn des Jahres 1961 dem Okres Trutnov zugeordnet. 1980 verlor der Ort seinen Status als Ortsteil.